# Palacio de Simmern

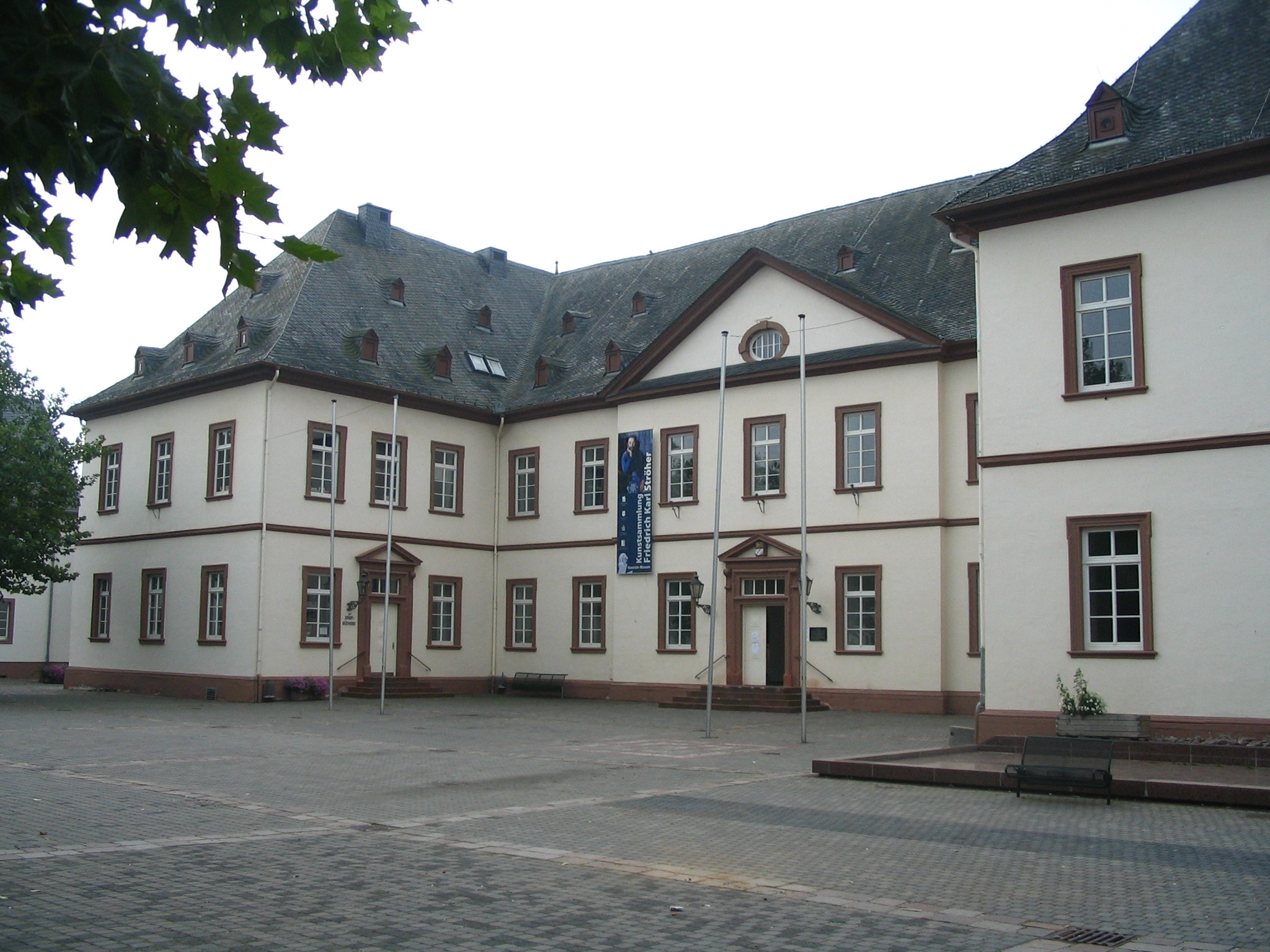
El Nuevo palacio de Simmern.

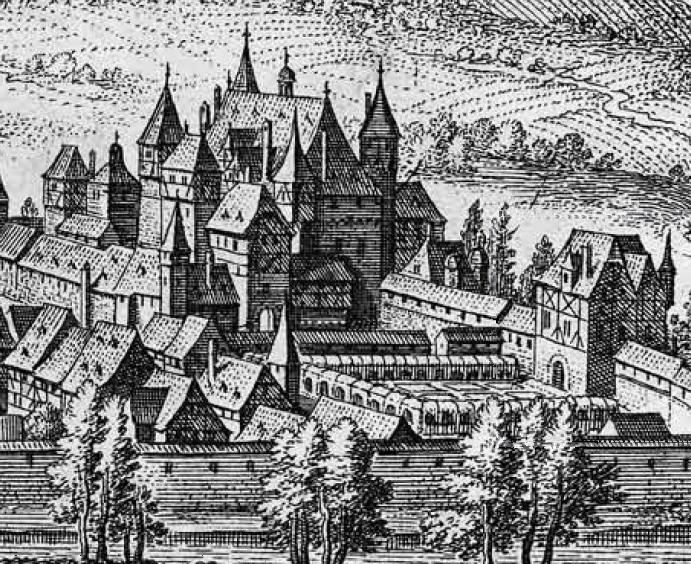
El antiguo Castillo de Simmern, en una representación de Matthäus Merian de 1648.

El Palacio de Simmern se encuentra en la ciudad de Simmern en el Distrito de Rin-Hunsrück del estado federado de Renania-Palatinado de Alemania.

## Historia
La primera mención de un castillo en Simmern se remonta a 1311, bajo el gobierno de los Raugrafen. En 1358 el castillo, la ciudad y la gobernación pasaron al Palatinado. En 1410, Esteban del Palatinado-Simmern-Zweibrücken recibió una parte de Simmern. El castillo se convirtió en la sede del recién fundado Ducado de Palatinado-Simmern. El hijo de Esteban, el duque Federico I lo convirtió en un castillo con todas sus características propias. De 1410 a 1598 y de 1610 a 1673, el palacio fue la residencia de los duques simmerianos. Para el año 1595 había 125 personas como funcionarios de la corte judicial. Se realizaron reparaciones importantes en 1655. Se han conservado las facturas extendidas entonces. Entre otras cosas, tuvieron que fabricarse 280 paneles de ventanas y numerosos muebles.
Durante la Guerra de Sucesión del Palatinado, la ciudad de Simmern fue destruida casi por completo. Las murallas fueron derribadas en mayo de 1689, la gran torre de vigilancia destruida y todas las casas incendiadas. La destrucción de la ciudad terminó el 17 de septiembre de 1689, cuando el castillo fue volado.
El actual Palacio Nuevo fue construido entre 1708-1713 como la sede del alto cargo del Palatinado. Napoleón lo donó a la ciudad en 1802. A partir de entonces se utilizó como tribunal de distrito, escuela, guarnición, centro de detención y residencia oficial.

## Arquitectura
El castillo, destruido en 1689, está representado en unos grabados de cobre. Consistía en una estructura rectangular rodeada por un foso. El complejo del palacio incluía un parque y la llamada Casa Roja con planta de impresión y menta.
El palacio actual consta de un edificio principal y dos alas laterales delanteras. En épocas anteriores, los edificios estaban rodeados a ambos lados por un estanque.

## Uso actual
Hoy en día el edificio alberga un salón de baile, una sala para personas mayores, el Museo Hunsrück, la sala de bodas de la oficina de registro civil de Simmern / Hunsrück y la biblioteca municipal. La exposición del pintor y escultor Friedrich Karl Ströher se encuentra en el ático.